# وستبای (ویسکانسین)
وستبای، ویسکانسین  (به انگلیسی: Westby) شهری در شهرستان ورنان ایالت ویسکانسین است که در سال ۱۹۲۰ بنیان‌گذاری شده‌است. این شهر طبق سرشماری سال ۲۰۱۰ میلادی ۲٬۲۰۰ نفر جمعیت داشته‌است.